# Электрорентгенография
Электрорентгенография — метод рентгенодиагностики, с помощью которого можно получить изображение исследуемой области на обычной писчей бумаге.
Основа метода состоит в том, что электрический потенциал на заряженной полупроводниковой селеновой пластине уменьшается пропорционально дозе рентгеновского облучения. Скрытое электростатическое изображение визуализируют напылением специального проявляющего порошка. Порошковое изображение на полупроводниковой пластине переносят на писчую бумагу. Закрепление изображения на бумаге производят путём нагревания, либо в парах ацетона и толуола.
Электрорентгенография предназначена для оперативного получения рентгеновского изображения при обследовании опорно-двигательного аппарата человека, а при необходимости и внутренних органов. Позволяет исключить «мокрый» фотопроцесс, что существенно, например, при рентгенографии в полевых условиях. Для выполнения электрорентгенографии используют приставки к ретгенодиагностическому аппарату — электрорентгенографы.